# Nokia 5310
Nokia 5310 XpressMusic – telefon komórkowy fińskiego koncernu Nokia.

## Dane ogólne
- System (GSM): 900, 1800, 1900
- Wysokość (mm): 103,8
- Szerokość (mm): 44,7
- Grubość (mm): 9,9
- Masa (g): 70,2
- Bateria: Li-Ion 860 mAh (BL-4CT)
- Czas czuwania (h): 300
- Czas rozmów (min): 300
- Wyświetlacz: 240 x 320 px, 31,5 x 41,5 mm, 16 mln kol.

## Multimedia i transmisja danych
- Bluetooth
- CSD
- HSCSD
- GPRS
- EDGE
- WAP 2.0
- Java 2.1
- Aparat fotograficzny 2 Mpix
- Klawisze muzyczne
- Głośniki stereo
- Odtwarzacz muzyki

## Wiadomości
- Słownik SMS T9
- Długie wiadomości
- MMS
- Klient e-mail